# Modrost starodavnega anka
Modrost starodavnega anka je kratek fantastični roman Aksinje Kermauner, ki je izšel leta 2000 pri založbi Didakta.  Predhodnico romana je pisateljica najprej pisala kot članke v nadaljevanjih v reviji Firbec pod naslovom Pia in Pepe raziskujeta pisavo, kasneje pa je dodala še nekaj poglavij in nastal je kratek mladinski roman. Tako s članki kot kasneje tudi z romanom skuša avtorica na preprost in hkrati zanimiv način predstaviti starodavne pisave in v bralcih vzbuditi zanimanje zanje.

## Vsebina
V  romanu so opisane dogodivščine dvojčkov Kaje in Aljaža ter njunega prijatelja Nejca in strica Vojca. Potem ko trije prijatelji med izletom na Rožnik odkrijejo nenavaden predmet, za katerega kasneje s pomočjo strica Vojca izvedo, da je starodavni egipčanski križ oziroma Ank, se jim začnejo dogajati čudne stvari. Ank jih popelje skozi različna zgodovinska obdobja, kjer spoznajo kakšno je bilo življenje v preteklosti, medtem pa se naučijo veliko novih zgodovinskih dejstev predvsem pa se seznanijo s starodavnimi pisavami številnih ljudstev. Prav prepoznavanje različnih črk in s tem razrešitev skrivnostnega napisa na anku pa jim daje možnost za vrnitev v vsakdanje življenje.   